# ويخبر البحر
ويخبر البحر (بالإنجليزية: And the Sea Will Tell)‏ هو كتاب جريمة حقيقي من تأليف فنسنت بوغليوسي وبروس هندرسون. يروي الكتاب الواقعي جريمة قتل مزدوجة في جزر بالميرا المرجانية. اعتقال ومحاكمة وإدانة دوان ("باك") ووكر لاحقًا؛ وتبرئة صديقته ستيفاني ستيرنز التي دافع عنها بوغليوسي وليونارد وينغلاس. ذهب الكتاب إلى المرتبة الأولى في قائمة الكتب الأكثر مبيعًا في صحيفة نيويورك تايمز في مارس 1991, وما زال يُطبع كغلاف ورقي تجاري وكتاب إلكتروني.